# Australian Square Kilometre Array Pathfinder
L'Australian Square Kilometre Array Pathfinder, le réseau de radiotélescopes australien d'un kilomètre carré (ASKAP) est un réseau de radiotélescopes situé à l'observatoire de radioastronomie de Murchison, dans le Midwest australien, en Australie-Occidentale.

## Caractéristiques
L'ASKAP se compose de 36 antennes paraboliques identiques, de 12 mètres de diamètre chacune formant une surface collectrice totale d'environ 4 000 mètres carrés.
L'installation est gérée par le Commonwealth Scientific and Industrial Research Organisation (CSIRO), l'agence de recherche gouvernementale de l'Australie, et fait partie de l'Australia Telescope National Facility. La construction de l'ASKAP a commencé fin 2009 et a été inaugurée en octobre 2012,.
La combinaison de la vitesse d'observation et de la sensibilité élevée des instruments de l'ASKAP doit permettre de mener des activités telles que la recherche sur la création et l'évolution précoce de l'Univers, l'analyse des champs magnétiques présents à l'échelle cosmique, les tests de la théorie de la relativité générale, la cartographie des trous noirs, et l'étude de l'origine des galaxies,.
L'ASKAP constitue également une technologie d'avant-garde pour le Square Kilometre Array (SKA), un réseau international de radiotélescopes d'un kilomètre carré qui devrait être le plus grand et le plus sensible au monde La localisation de l'observatoire de radioastronomie de Murchison où est situé l'ASKAP, a également été choisi comme l'un des deux emplacements centraux du SKA.